# Émile Cohl
Émile Cohl (Párizs, 1857. január 4. – Párizs, 1938. január 20.) francia rajzfilmrendező, forgatókönyvíró.

## Életpályája és munkássága
A Homme d'aujourd'hui karikaturistája volt. 1907-ben Léon Gaumont gyáros hozta kapcsolatba a filmmel. Először rajzfilmkészítéssel kísérletezett és 1908. augusztus 17-én bemutatta Fantazmagória című 36 m hosszú alkotását. Új hősök egész sorát teremtette meg, így pl. Fantoche-t (1908, 1921), Fajankó-t, Jockó-t, a majmot (1909) és Jobard-ot (1911). 1908–1910 között 68 rajzfilmet forgatott. 1908–1921 között több mint 200 film rendezője volt. 1910–1912 között a Pathé vállalat számára dolgozott, majd az USA-ban G. MacManus-sal a Snookums sorozatot forgatta. Hazatérése után 1917-ben Fortons festő képsorozata nyomán hozzáfogott a Pieds Nickeles rajzfilmsorozathoz. Munkássága az 1920-as évek végével lezárult.
Stílusa a gyermekrajzok leegyszerűsített absztrakciójával volt rokon, és az adott technikai lehetőségeket messzemenően kihasználta. Kezdeti munkáiban inkább csak a trükk dominált. A hatást figuráinak változásaival, a képtelenség tudatos hajszolásával érte el. A műfaj úttörője volt.

## Magánélete
1881-1889 között Marie Servat volt a párja. 1905-től Suzanne Delpy volt a felesége.

## Filmjei
| - Fantazmagória (1908) - N.I.-Ni- C'est fini (1908) - L' hôtel du silence (1908) - Le violoniste (1908) - Le veau (1908) - Le prince Azur (1908) - Le petit soldat qui devient Dieu (1908) - Le mouton enragé (1908) - A rózsák csodája (Le miracle des roses) (1908) - Élénk újság (Le journal animé) (1908) - Le coffre-fort (1908) - La vengeance de Riri (1908) - L' automate (1908) - La monnaie de mille francs (1908) - La force de l' enfant (1908) - La course aux potirons (1908) - Et si nous buvions un coup (1908) - Blanche comme neige (1908) - Le cauchemar de Fantoche (1908) - Le cerceau magique (1908) - Un drame chez les fantoches (1908) - Les allumettes animées (1908) - Les frères Boutdebois (1908) - La séquestrée (1908) - Un chirurgien distrait (1909) - Bohóc úr a törpéknél (Monsieur Clown chez le Lilliputiens) (1909) - Moderne école (1909) - Átváltozások (Les Transfigurations) (1909) - Le Spirite (1909) - Les Locataires D'à-Côté (1909) - Les Grincheux (1909) - Les Chaussures Matrimoniales (1909) - Les Chapeaux Des Belles Dames (1909) - Karnevál doktor (Le Docteur Carnaval) (1909) - L' Armée d' Agenor (1909) - La Bataille d'Austerlitz (1909) - Affaires de Coeur (1909) - Soyons Donc Sportifs (1909) - La Valise Diplomatique (1909) - La Lampe Qui File (1909) - L' Agent Du Poche (1909) - Japon de Fantaisie (1909) - Clair de lune espagnol (1909) - L' Omelette Fantastique (1909) - Jockó, a festőművész (Les Beaux-Arts De Jocko) (1909) - Az élet fonákja (La vie à rebours) (1909) - Pauvre Gosse (1909) - L' éventail animé (1909) - A vidám mikróbák (Les Jojeux Microbes) (1909) - Les Couronnes I.-II. (1909) - Porcelaines Tendres (1909) - Génération Spontanée (1909) - Don Quijote (Don Quichotte) (1909) - Le Miroir Magique (1909) - La Ratelier De La Belle-Mère (1909) - La Lune Dans Son Tablier (1909) - Les Lunettes Féeriques (1909) - Toto Devient Anarchiste (1910) - Rien n'est impossible à l' homme (1910) - Rêves Enfantins (1910) - Monsieur Stop (1910) - Mobilier Fidèle (1910) - Les chefs-d'oeuvre de Bébé (1910) - Les Chaînes (1910) - Le Placier est Tenace (1910) - Le Petit Chantecler (1910) - Le Peintre Néo-Impressioniste (1910) - L' Enfance De l' Art (1910) - Le Grand Machin et le Petit Chose (1910) - La Télécouture Sans Fil (1910) - La Musicomanie (1910) - Histoire de Chapeaux (1910) - En Route (1910) - Dix Siècles D' élégance (1910) - Bonsoirs Russes (1910) - Bonsoirs (1910) - Le Binettoscope (1910) - Champion De Puzzle (1910) - Le Songe D' Un Garçon De Café (1910) - Cadres Fleuris (1910) - Le Coup De Jarnac (1910) - Le Tout Petit Faust (1910) - Herkules tizenkét munkája (Les Douze Travaux d'Hercule) (1910) - Singeries Humaines (1910) - Les Quatres Petits Tailleurs (1910) - Les Fantaisies D' Agénor Maltracé (1911) - Les Bestioles Artistes (1911] - Le Repateur De Cervelles (1911) - Le Musée Des Grotesques (1911) - Le Cheveu Délateur (1911) - La Vengeance Des Espirits (1911) - La Chambre Ensorcelée (1911) - La Boîte Diabolique (1911) - Jobard, Portefaix Par Amour (1911) - Jobard ne veut pas voir les femmes travailler (1911) - Jobard ne veut pas rire (1911) - Jobard, garçon de recettes (1911) - Jobard, fiancé par interim (1911) - Jobard est demandé en mariage (1911) - Jobard chauffeur (1911) - Jobard change de bonne (1911) - Jobard à tue sa grand-mère (1911) - Jobard, amoureux timide (1911) - C'est roulant (1911) - Aventures d'un bout de papier (1911) - Les Exploits de Feu Follet (1911) | - Une Poule Mouilléé Qui Se Sèche (1912) - Ramoneur Malgré Lui (1912) - Quelle Drôle De Blanchisserie (1912) - Poulot N'est Pas Sage (1912) - Moulay Hafid et Alphonse XIII (1912) - Les Métamorphoses Comiques (1912) - Les Jouets Animes (1912) - Les Extraordinaires Exercices De La Famille Coeur-de-Buis (1912) - Les Exploits De Feu-Follet (1912) - Le Prince de Galles et Fallières (1912) - Le premier jour de vacances de Poilot (1912) - Le marié à mal aux dents (1912) - La Marseillaise (1912) - La Baignoire (1912) - Jeunes Gens à marier (1912) - Fruits Et Légumes Vivants (1912) - Dans La Valléé D'Ossau (1912) - Monsieur de Crac (1912) - Campbell Soups (1912) - War in Turkey (1913) - Rockefeller (1913) - Il Joue Avec Dodo (1913) - I Confidence (1913) - Castro in New York (1913) - Carte Américaine (1913) - The Subway (1913) - Milk (1913) - Graft (1913) - Coal (1913) - When He Wants a Dog, He Wants A Dog (1913) - Business Must Not Interfere (1913) - Wilson and the Hats (1913) - Wilson and the Broom (1913) - Universal Trade Marks (1913) - The Two Presidents (1913) - The Police Women (1913) - The Auto (1913) - Poker (1913) - Gaynor and the Night Clubs (1913) - He Wants What He Wants When He Want It (1913) - Poor Little Clap He Was Only Dreaming (1913) - Wilson and the Tariffs (1913) - The Masquerade (1913) - The Brand Of California (1913) - Bewitched Matches (1913) - He Loves To Watch The Flight of Time (1913) - The Two Suffragettes (1913) - The Safety Pin (1913) - The Red Balloons (1913) - The Mosquito (1913) - He Ruins His Family's Reputation (1913) - He Slept Well (1913) - He Was Not Ill, Only Unhappy (1913) - Uncle Sam and his Suit (1913) - The Polo Boat (1913) - The Cubists (1913) - The Artist (1913) - It Is Hard to Please Him But It Is Worth It (1913) - He Poses For His Portrait (1913) - Wilson's Row Boat (1913) - Clara and her Mysterious Toys (1913) - The Hat (1913) - Thaw and the Lasso (1913) - Bryant and the Speeches (1913) - A Vegetarian's Dream (1913) - Thaw and the Spider (1913) - He Loves to be Amused (1913) - Unforeseen Metamorphosis (1913) - He Likes Things Upside Down (1913) - Pickup Is A Sportsman (1913) - Zozor (1914) - What They Eat (1914) - The Terrible Scrap Of Paper (1914) - The Greedy Neighbor (1914) - The Bath (1914) - The Anti-Neurasthenic Trumpet (1914) - Ses Ancêtres (1914) - Serbia's Card (1914) - Le ouistiti de Toto (1914) - L' enlèvement de Denajire Goldebois (1914) - L' avenir dévoilé par les lignes de pieds (1914) - He Does Not Care To Be Photographed (1914) - Il aime le bruit (1914) - Society at Simpson Center (1914) - Les allumettes fantaisistes (1914) - The Social Group (1914) - Une drame sur la planche à chaussures (1915) - Fantaisies truquées (1915) - Éclair Journal (1915) - Pulcherie et ses meubles (1916) - Pages d' histoire number 1 and 2 (1916) - Mariage par suggestion (1916) - Les victuailles de Gretchen se révoltent (1916) - Les tableaux futuristes et incohérents (1916) - Les fiançailles de Flambeau (1916) - Les exploits de Farfadet (1916) - Les évasions de Bob Walter (1916) - Les braves petits soldats de plomb (1916) - Les aventures de Clémentine (1916) - La main mystérieuse (1916) - La journée de Flambeau (1916) - La campagne de France 1814 (1916) - La blanchisserie américaine (1916) - Jeux de cartes (1916) - Flambeau au pays des surprises (1916) - Figures de cire et têtes de bois (1916) - Éclair Journal: Série (1916) - Croquemitaine et Rosalie (1916) - Comment nous entendons (1916) - Pieds Nickeles kalandjai (Les aventures des Pieds-Nickelés) (1918; B. Rapier-rel) - La maison du Fantoche (1921) |